# Andrea Gotzmann
Andrea Maria Gotzmann (* 7. August 1957 in Haan) ist eine ehemalige deutsche Basketballspielerin, promovierte Chemikerin und war von September 2011 bis Juli 2023 Vorstandsvorsitzende der Deutschen Anti-Doping-Agentur (NADA).

## Werdegang

### Ausbildung

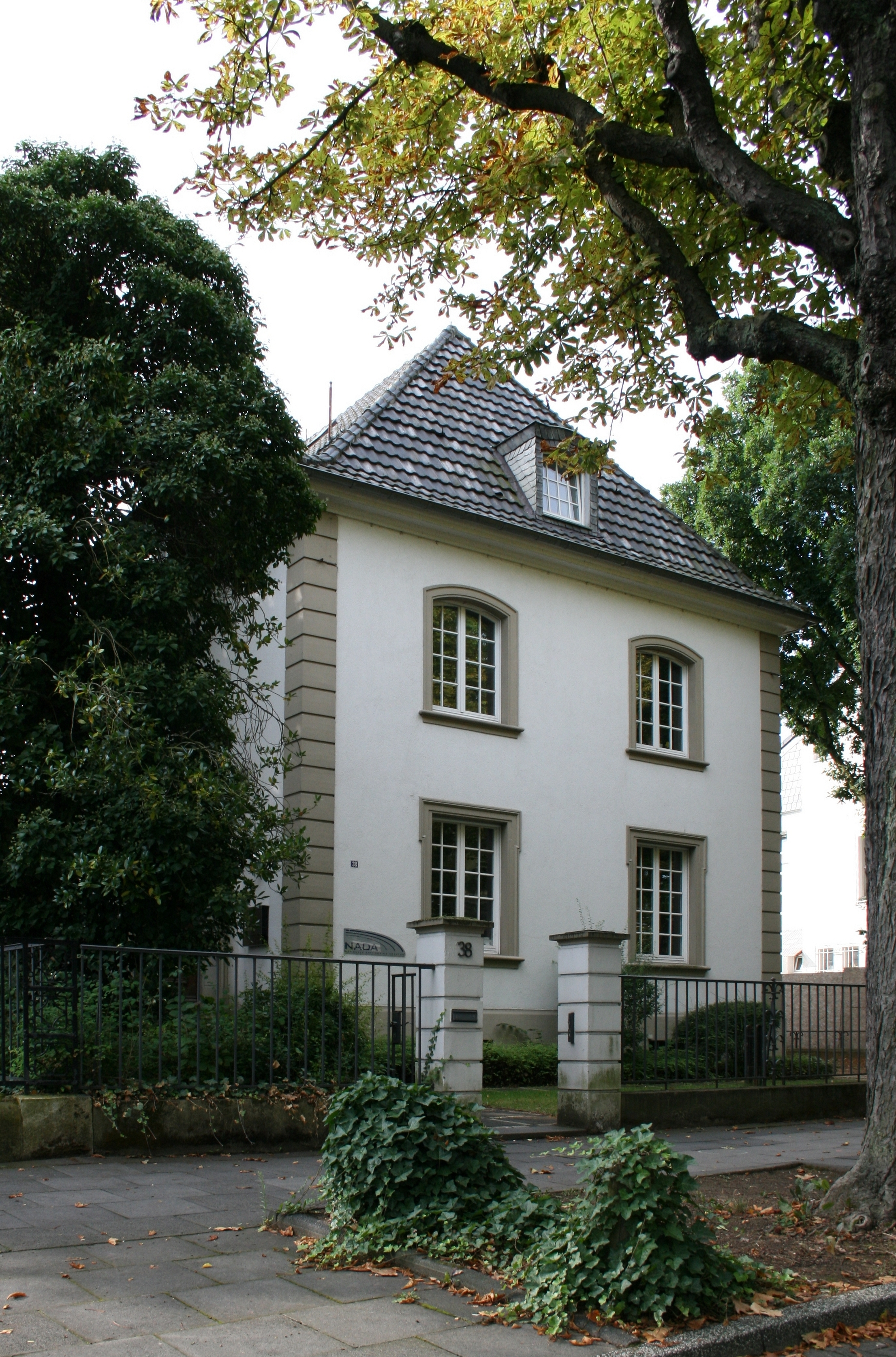
Sitz der Deutschen Anti-Doping-Agentur (NADA) in Bonn

Andrea Gotzmann studierte von 1976 bis 1982 Sportwissenschaften an der Deutschen Sporthochschule (DSHS) in Köln. Anschließend folgte ein Studium der Chemie an der Universität Köln.

1991 wurde sie an der Deutschen Sporthochschule in Biochemie zum Thema „Nachweis biologisch aktiver Substanzen mit Hilfe der Hochdruckflüssigkeits-Chromatographie und Normbestimmungen von Corticosteroiden“  promoviert.

### Berufliche Karriere
Ihre berufliche Laufbahn vollzog sich dann an der DSHS Köln, wo sie von 1984 bis 1995 als wissenschaftliche Mitarbeiterin tätig war.

1995 wurde Gotzmann Mitglied der Association of Official Racing Chemists (AORC). Ab 1996 war sie als wissenschaftliche Mitarbeiterin am Manfred Donike Institut für Dopinganalytik, dem An-Institut Biochemie der DSHS Köln und IOC / WADA akkreditiertem Labor für Dopinganalytik tätig und seit 2004 ist sie Mitglied der Organisation World Association of Anti-Doping Scientists (WAADS).
Am 15. September 2011 wurde Gotzmann als Nachfolgerin der kommissarisch amtierenden Juristen Martin Nolte und Lars Mortsiefer zur neuen Vorstandsvorsitzenden der Deutschen Anti-Doping-Agentur NADA bestellt. Diese Entscheidung ging auf einen Beschluss des Aufsichtsrats auf einer Sitzung im Juni 2011 auf Schloss Liebenberg bei Berlin zurück.
Im März 2013 wurde Andrea Gotzmann zudem in den Aufsichtsrat des Instituts der Nationalen Anti-Doping Organisationen (INADO) gewählt.
Am 31. Juli 2023 beendete Gotzmann ihre berufliche Tätigkeit und wurde offiziell vom Amt der Vorstandsvorsitzenden der NADA abberufen.

### Sportliche Karriere
Andrea Gotzmann begann im Alter von 13 Jahren beim TuS 04 Leverkusen Basketball zu spielen.

Drei Jahre später wechselte sie 1973 zu DJK Agon 08 Düsseldorf, wo sie im Jahr darauf mit der Jugendmannschaft des Vereins ihre erste deutsche Meisterschaft feierte. Insgesamt spielte sie dort 19 Jahre und wurde mit der Mannschaft elfmal deutscher Meister sowie sechsmal deutscher Pokalsieger.
Für die deutsche Basketballnationalmannschaft bestritt sie in den Jahren von 1974 bis 1983 insgesamt 101 Länderspiele.